# Marius Alexe
Marius Alexe (nascido em 22 de fevereiro de 1990) iniciou sua carreira de jogador de futebol no FC Dinamo București aos 10 anos de idade. Desde o início, o talentoso atleta romeno atraiu a atenção de seu treinador, que ficou impressionado com os seus atributos de ataque e usou-o como um atacante e mais tarde como um ala esquerda. Atualmente está no Karabükspor.

## Carreira - Clubes
Seu grande potencial não passou despercebido pelos principais clubes da Europa, e em 2006, quando tinha 16 anos de idade, o tradicional Glasgow Rangers, da Escócia fez uma oferta para ele (de acordo com rumores a quantia oferecida foi de € 250 mil para o atacante talentoso), assim como Aberdeen também havia expressado interesse em adquirir os seus serviços. Mas Alexe optou por ficar no seu clube em casa e ganhar experiência em sua terra natal antes de pensar em um movimento no exterior.

### Empréstimo ao Astra
Ele foi emprestado para o clube romeno Astra Ploieşti e ajudou a equipe a ser promovido para a liga romena, com seis gols em 23 jogos. Sua estréia na Liga da Romênia foi em 2 de agosto de 2009, com Astra, mas seu período de empréstimo foi interrompida quando Dínamo o chamou de volta depois de apenas três jogos no Astra Ploieşt devido ao seu grande desempenho contra rivais, em tão pouco tempo.

### Volta ao Dinamo Bucaresti
Ele voltou ao seu clube de origem e marcou cinco gols em 29 jogos, ganhando experiência e se tornando um componente crucial da equipe principal. Alexe também jogou pela seleção Sub-21 da Romênia, ao lado de seu companheiro de equipe Gabriel Torje, outro jovem jogador talentoso e promissor, e, juntos, lideraram a equipe em algumas grandes atuações, embora eles finalmente acabou perdendo para a Inglaterra nas eliminatórias da Eurocopa Sub-21, de 2011.
Depois da impressionante temporada 2009-10, o jogador promissor romeno trouxe a atenção do Chelsea, mas o Dínamo pediu € 5 milhões pelos direitos econômicos do jogador, fato esse que impossibilitou a ida de Alexe ao Chelsea. Além do Chelsea, o Sporting também esteve interessado no atleta romeno, todavia a ida de Alexe para Portugal também não se concretizou.

### Empréstimo ao Sassuolo
Depois de expressar seu desejo de deixar o Dinamo , Alexe envolveu-se numa transferência para o Sassuolo em 9 de julho de 2013. Ele se juntou a clube italiano por empréstimo, por € 500 mil. O clube recém-promovido para a Serie A poderia ter uma opção para fazer o negócio permanente para 2.000.000 €, que iria adquirir 90% dos direitos do jogador até o final da temporada. O Dinamo Bucureşti também receberia, a parte deste empréstimo, € 300k se Alexe marcasse 10 gols, e outros € 400k se ele marca 15.
Todavia, durante um treinamento em janeiro de 2014 pelo Sassuolo, sofrendo um rompimento dos ligamentos cruzado anterior do joelho esquerdo. Assim, ele foi forçado a levar seis meses para se recuperar, com isso, o Sassuolo decidiu enviar o jogador de volta à Romênia.

### Volta ao Dínamo
Alexe voltou para o Dínamo, e após o término da reabilitação, ele voltou para o time titular. Em 30 de agosto de 2014, ele jogou novamente pelo Dinamo, 459 dias após seu último jogo pela equipe romena.

### Kardemir Karabükspor
No dia 22 de Maio, Marius Alexe chegou à Turquia e assinou um contrato de dois anos com o Karabukspor, onde o Dínamo recebeu € 200.000 em uma única parcela pelo jogador. Na temporada 2014/15, o atacante marcou seis vezes em 29 partidas.

## Carreira internacional
Alexe jogou por várias seleções juniores da Romênia, começando com a Sub-17 para o qual ele jogou seis partidas e marcou um gol. Ele também jogou pela Sub-19, onde ele acumulou oito jogos e marcou um gol, e por fim a seleção Sub-21, onde ele jogou 10 vezes.
- Alexe jogou sua primeira partida para a Romênia equipa nacional de futebol em um jogo contra Luxemburgo, em 29 de março de 2011. Ele entrou em campo aos 84 minutos para Adrian Mutu.

## Estilo de jogo
Marius Alexe é altamente versátil, sendo capaz de jogar tanto como atacante, como ala esquerda. Seus maiores bens são, sem dúvida, a sua velocidade e técnica. Alexe tem grande aceleração e ritmo muito impressionante, habilitando-o a dominar o lado esquerdo. Possui grande capacidade de drible, controle e capacidade de passar, o que, junto com sua agilidade, fazem dele um jogador muito difícil de marcar. Alexe é naturalmente destro, mas é quase imperceptível, porque ele controla a bola tão bem com os dois pés. Ele é muito elegante em seu estilo de jogo (que é comparado ao do francês Thierry Henry). Ele não só é capaz de produzir oportunidades de gol para seus companheiros de equipe, como também suas habilidades o permitem marcar gols a partir de quase qualquer lugar do campo, e que, juntamente com sua grande habilidade posição, faz dele uma excelente opção como atacante.

## Títulos
Dinamo București
- Campeonato Romeno: 1

2006-2007
- Copa da Romênia: 1

2011-2012